# Muruhuay
Muruhuay es una localidad ubicada en el departamento de Junín, provincia de Tarma, distrito de Acobamba. Por ser un centro poblado posee un alcalde propio.

## Historia
El centro poblado de Muruhuay se encuentra a 2 940 m s. n. m.

### Autoridades
Antes de 2022 los alcaldes se elegían a mano alzada pero después de que se dispuso por parte de las autoridades en las elecciones de centros poblados realizado en diciembre de 2022 por primera vez se tuvo que elegir mediante el voto crecreto, obligatorio y universal.
| Lista de autoridades municipales | Lista de autoridades municipales |
| Periodo                          | Alcalde                          |
| -------------------------------- | -------------------------------- |
| 2023-2026                        | Alex Avellaneda                  |